# Styloctenium
Genre
Styloctenium était un genre de chauve-souris frugivore de la famille des 	Pteropodidae. 

## Liste d'espèces

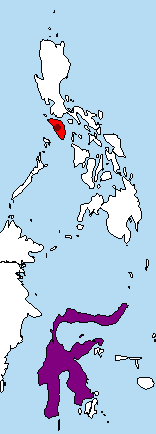
Distribution des Styloctenium aux Philippines et en Indonésie

- Styloctenium wallacei (Gray, 1866)
- Styloctenium mindorensis (?, 2007)

Selon ITIS:
- Styloctenium wallacei (Gray, 1866)